# هاري دوان
هاري دوان (بالإنجليزية: Harry Dwan)‏ هو لاعب كرة قدم أسترالية أسترالي، ولد في 8 ديسمبر 1918 في Daylesford, Victoria ‏ في أستراليا، وتوفي في 5 أغسطس 2010.

## وصلات خارجية
- هاري دوان على موقع AustralianFootball.com (الإنجليزية)
- هاري دوان على موقع AFLtables.com (الإنجليزية)